# 齊季舒
齊季舒，江西饒州府德興縣人，明朝政治人物、進士出身。
鄉試二十三名。洪武四年，會試九十八名，登進士三甲，授東平府須城縣縣丞。